# Leander (növényfaj)
A leander vagy babérrózsa (Nerium oleander) a tárnicsvirágúak (Gentianales) rendjébe és a meténgfélék (Apocynaceae) családjába tartozó Nerium növénynemzetség egyetlen faja. Korábban több fajt is a nemzetségbe soroltak, de a korszerű rendszertanok szerint már csak a Nerium oleander faj tartozik bele.

## Rendszertani helyzete
A korábban Nerium nemzetséghez tartozó fajokon – molekuláris biológiai módszerekkel – végzett genetikai elemzések eredményeként több faj rendszertani besorolását újra kellett gondolni és más taxonokba átsorolni. Így például:
- Nerium antidysentericum L., 1753 → Wrightia antidysenterica
- Nerium caudatum (L.) Lam., 1792 → Strophanthus caudatus
- Nerium coccineum Lodd., 1824 → Wrightia coccinea
- Nerium piscidium Roxb., 1824 → Melodinus monogynus
- Nerium salicinum Vahl, 1791 → Breonadia salicina stb.

Több más fajt (Nerium odoratum Lam., 1792 stb.) pedig beolvasztottak a közönséges leanderbe, így a nemzetséget ma már monotipikusnak tartják.

## Származása, elterjedése
Széles vidéken honos, a Földközi-tenger medencéjétől a Közel-Keleten át egészen Indiáig. Kína déli részein is előfordul. Betelepítették számos, szubtrópusi éghajlatú területre, így Madeirára is, ahol a sziget déli partvidékén a tenger szintjétől 400 m-ig nő, főleg az utak mentén.

## Megjelenése, felépítése
Fás szárú, mintegy 3 m magasra növő örökzöld cserje. Kemény, csupasz, bőrnemű, 10–15 cm hosszú, tojásdad, sötétzöld levelei hármasával nőnek a felálló ágakon.
Szimpla vagy dupla szirmú, színes virágai az ágak csúcsán nyílnak. Az öt sziromlevél az óramutató járásával egyező irányban csavarodott, ettől a virág kis kerékre emlékeztet. Színe lehet fehér, sárga és a rózsaszíntől a bordóig bármilyen árnyalatú. Illata „édeskés”, átható.
Magvai hüvelyes tokokban fejlődnek.

## Életmódja, termőhelye
A szárazságot jól tűri, mivel mélyre nyúló gyökérzete eléri a talajvizet. A talaj iránt nem túl igényes, de az enyhén meszes, kissé kötött talajt kifejezetten meghálálja. (A nálunk kapható, tőzeg alapú virágföldek többnyire nem ilyen tulajdonságúak, inkább savanyú kémhatásúak.) Fagyérzékeny: szabadban csak ott marad meg, ahol nincsenek tartós téli fagyok. Eredeti termőhelyén, a Mediterráneumban főként az időszakos vízfolyások völgyében nő.
Júniustól szeptemberig virágzik. Magvai télre érnek be.

## Felhasználása, szaporítása

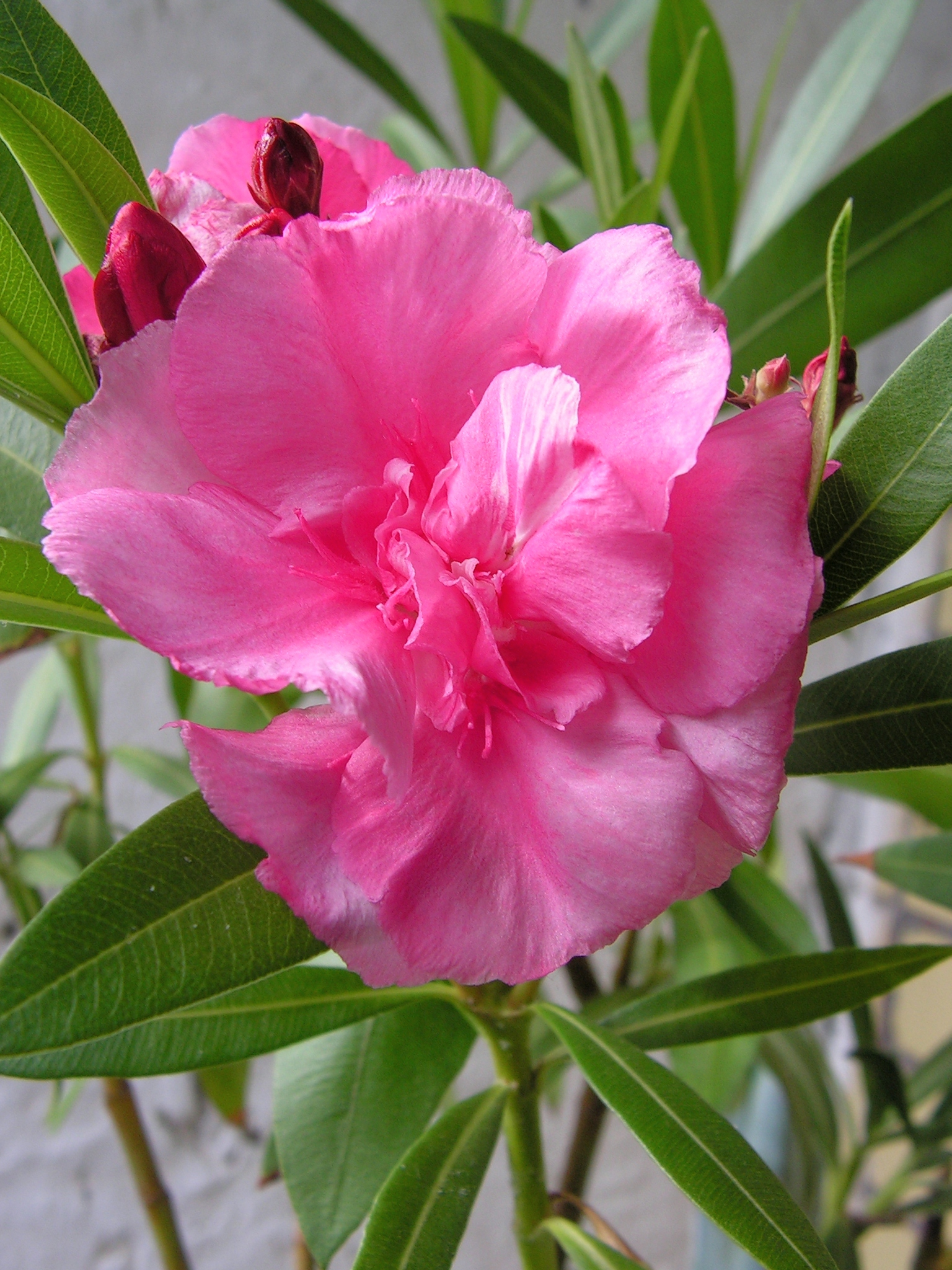
Virága közelről

Már az ókorban is dísznövénynek ültették; első ábrázolásait az i.e. 14. századból, Krétáról ismerjük. Magyarországon máig kedvelt. Szereti a napos, meleg helyet és a sok vizet. Fejlődési és virágzási időszakában hetente tápoldatozni kell, amiben a nitrogén, kálium és foszfor egyenlő mértékben kívánatos. Kifejezetten a virágzás megindításához-fokozásához a foszfortartalmat kell emelni. Fajtától függően 0 és −10 °C között már károsodnak, ezért a magyarországi éghajlaton télen csak fagymentes helyen tárolható. A legelőnyösebb +5 és +10 °C között teleltetni, melegebb helyen elszaporodnak az élősködők. Szükség esetén hűvös, sötét helyen is jól átvészeli a hideg időszakot. Ez alatt ritkábban szabad öntözni. Valamennyi fényt - többek szerint - ilyenkor is kell kapnia. Formája metszéssel könnyen alakítható. Lemetszett ágain néhány héten belül újra kihajt. Kényes a levéltetvek és atkák támadására, ezek ellen permetezni ajánlatos. Gombabetegségek is előfordulhatnak rajta.
Magról nagyon nehézkesen szaporítható, ezért célszerűbb hajtatni. A lemetszett, majd meleg, árnyékos helyen vízbe állított fás, félfás hajtások 1-2 hónap alatt gyökeret eresztenek.
A hajtásról való szaporítás előnye, hogy ugyanolyan lesz az új növény, mint amelyikről a hajtást vágtuk. A félfás ág jobb erre a célra, mert a teljesen fás ág nem biztos, hogy meggyökeresedik. Tegyük ezt a tavaszi visszametszéskor. Ajánlott akkora üveget választani, amiben a növény kivétele nélkül is lehet cserélni a vizet, amit érdemes 3 naponta megtenni.

## Mérgező növény

Az oleandrin szerkezeti képlete

A tárnicsvirágúak (Gentianales) rendjébe tartozó növények több fajára jellemző, hogy bennük – emlősökön erős farmakológiai, vagy egyenesen mérgező hatást kiváltó – szívglikozidok találhatók. A leander ezen fajok egyike, ezért a szívglikozid-mérgezés elkerülése érdekében kellő óvatossággal és odafigyeléssel kell kezelni, gondozni a növényt. Mivel a mérgezés – néhány ritka esetet kivéve – szinte csak szájon át képzelhető el, ezért a kézmosásra esetleg kesztyűk használatára kell odafigyelni. Mint ritka kivételt kell megemlíteni az inhalációs mérgezést.  A leandernyesedék elégetése során a szívglikozidok a levegőbe kerülhetnek és ezek belégzése mérgezést okozhat. A klinikai statisztikák alapján elmondható, hogy jellemzően gyerekek vagy méginkább a háziállatok esetében fordul elő mérgezés. A növény levelei valamint a törött szárból kiszivárgó latex édeskés ízűek és ezzel magyarázható a – szerencsére ritka – gyerekmérgezések száma, valamint az édes ízt kedvelő állatok expozíciója. A nagyobb kockázatnak kitett gyermekek kivételével az oleander rágásával, lenyelésével kapcsolatos emberi halálozás általában nagyon ritka, – még öngyilkossági szándékkal történt eseteknél is.
Állatokon végzett toxicitási vizsgálatok arra engednek következtetni, hogy az állatfajok nem egyformán érzékenyek a leanderben található szívglikozidokra. A madarak és rágcsálók szinte érzéketlenek a per os (tehát szájon át a tápcsatornába) bejuttatott oleander szívglikozidokkal szemben. Más emlősök mint, például kutyák és emberek, viszonylag érzékenyek a szívglikozidok hatásaira. Veszélyes olyan állatokra nézve is, mint a juhok, lovak, szarvasmarhák és más legelő állatok. A tapasztalatok szerint 100 g növényi nyesedék elegendő egy felnőtt ló megöléséhez. Továbbá elmondható, hogy egy maréknyi (~10 db) leander levél már képes észrevehető mérgezési tüneteket kiváltani felnőtt emberen.
A glikozidok mellett a növény tartalmaz még más hatóanyagokat is, mint terpenoidokat, szterolokat, csersavakat, illóolajokat – amelyeknek a mérgezések szempontjából nincs különösebb jelentősége.  A nagyon hasonló kémiai szerkezetű és toxikus hatású szívglikozidok a növény minden részében fellelhetők. Ezek jelentősebb képviselői az oleandrin, az oleandrigenin, digitoxin, nerium.
A „leandermérgezéshez” köthető tünetek a növény elfogyasztása után hamarosan – általában egy órán belül – jelentkeznek, melyek a gyengeség, erős hasmenés, hányinger, hányás, fejfájás, gyomorfájdalom, erős bél perisztaltika, izomgyengeség, görcsök, szív- és keringési zavarok, súlyosabb esetekben halál. Minden szívglikozid – és így az oleandrin – alapvető farmakológiai vagy toxikológiai hatása a szívizom-kontrakciók erejének fokozása a szívfrekvencia csökkentése, melynek szélsőséges esete a keringés összeomlása a szív leállása.
Oleandrin-mérgezés homályos látást és a tárgyak körül megjelenő fényudvarral járó látászavart is okozhat. Jelenlegi tudásunk szerint az oleandrin – mint a szívglikozidok általában – kötődik és blokkolja a szívizomsejtek szarkolemmájában található, K/Na-pumpáját működtető ATPáz enzimet, amely egy kritikus elem a szívizomsejt ritmikus összehúzódásaiban.
A "leander-mérgezés" jelei hamar jelentkeznek. Ha felmerül a mérgezés gyanúja – különösen gyermekek esetében – az azonnali orvosi ellátást igényel. Hánytatás, gyomormosás, a szívglikozidok felszívódásának csökkentésére aktív szén alkalmazása majd néhány napig gyógyszeres szívritmus-szabályozás a klinikai terápia.
Súlyosabb esetekben jó hatásfokkal használnak digoxin-specifikus ellenanyagot.

## Képek

fája virágzáskor
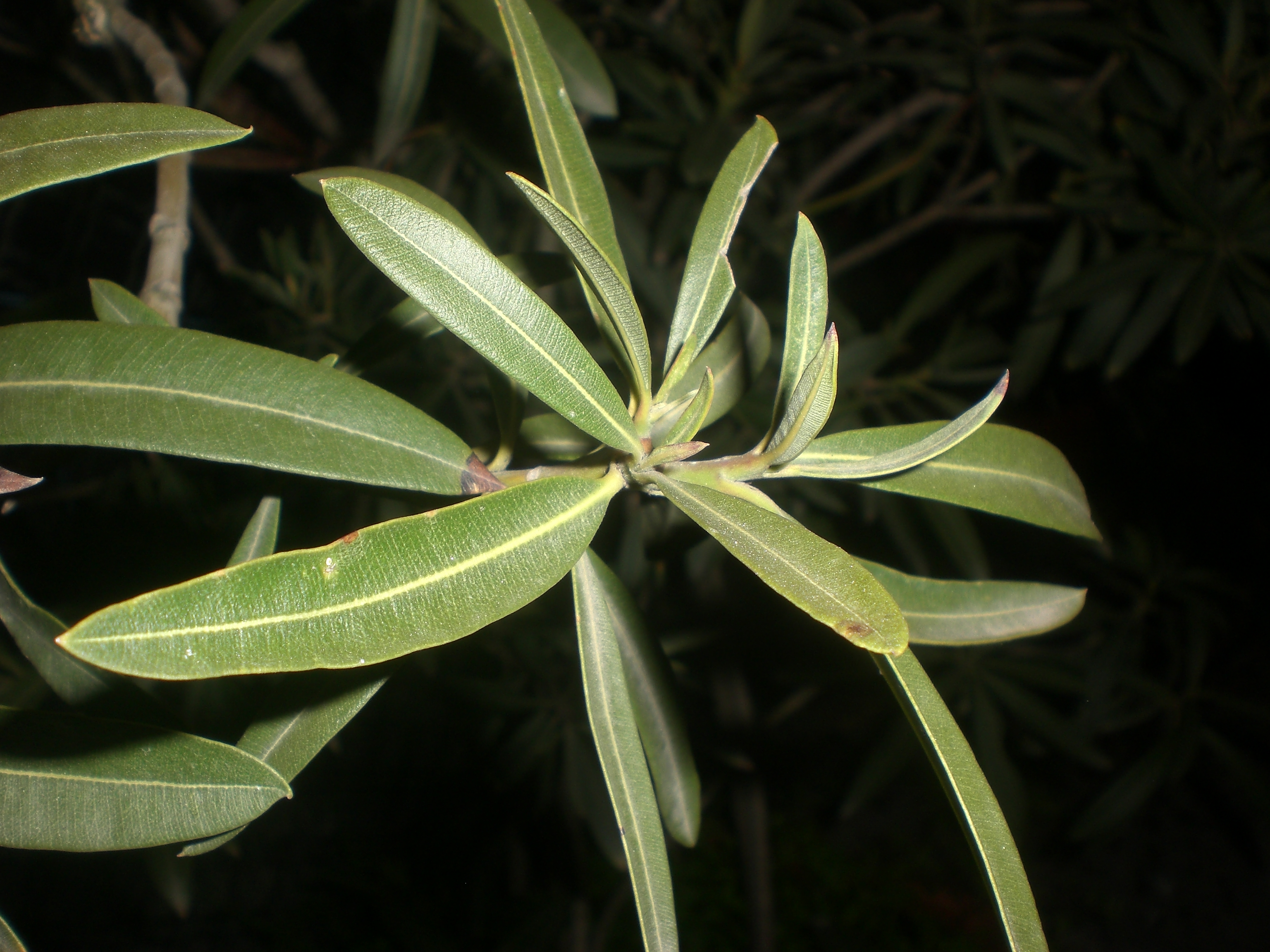
levele
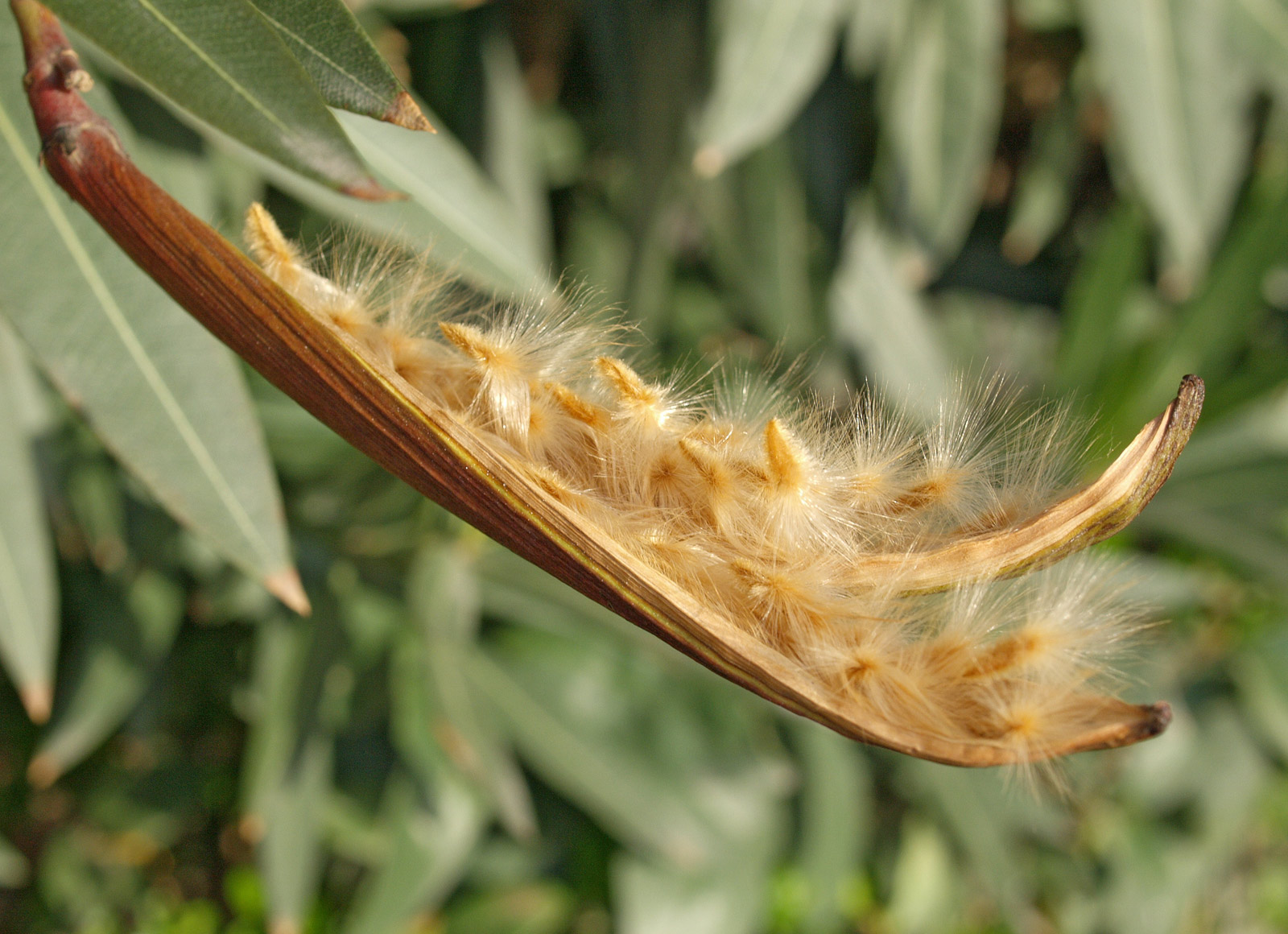
termése
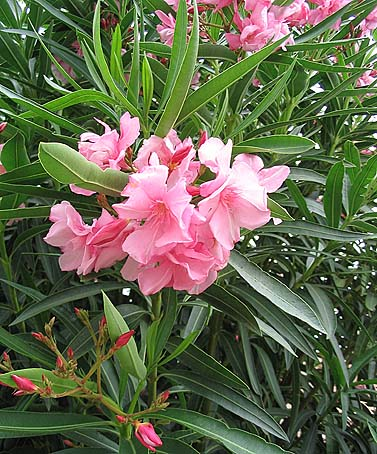
virága